# Ford Model A (1903)
Ford Model A – samochód osobowy produkowany pod amerykańską marką Ford w latach 1903–1904.
Pierwszy model tego pojazdu został sprzedany 20 lipca 1903 roku, a jego nabywcą był doktor Ernst Pfenning z Chicago.
Samochód kosztował 750 dolarów (484 funty). W latach 1903–1904 firma sprzedała 1750 egzemplarzy tego pojazdu, zarabiając w ciągu trzech pierwszych miesięcy 39 000 dolarów (25 150 funtów).

## Dane techniczne
- V2 1668 cm³[1]
- Układ zasilania: b.d.
- Średnica cylindra × skok tłoka: b.d.
- Stopień sprężania: b.d.
- Moc maksymalna: 8 KM (5,9 kW)[1]
- Maksymalny moment obrotowy: b.d.
- Prędkość maksymalna: 48 km/h[1]